# دراغوسلافيله
دراغوسلافيله هي بلدية تقع في إقليم أرجيش في رومانيا.

## السكان
حسب إحصائيات 2002 بلغ عدد سكان القرية 2,549 نسمة.